# Alfred Berger
Alfred Berger (n. 25 august 1894, Viena, Austro-Ungaria – d. 11 iunie 1966) a fost un canotor austriac, medaliat olimpic. A participat la o ediție a Jocurilor Olimpice (1924) în care a câștigat o medalie de aur

## Rezultate
cu Helene Engelmann
| International       | International | International | International | International |
| Eveniment           | 1921          | 1922          | 1923          | 1924          |
| ------------------- | ------------- | ------------- | ------------- | ------------- |
| Olimipiada de iarnă |               |               |               | 1             |
| Campionate mondiale |               | 1             |               | 1             |
| Național            |               |               |               |               |
| Campionat - Austria | 1             | 1             | 1             |               |

## Participări
Lista de mai jos prezintă principalele competiții la care a participat Alfred Berger de-a lungul carierei.
- Patinaj artistic la Jocurile Olimpice de iarnă din 1924 - Perechi